# 拉納河

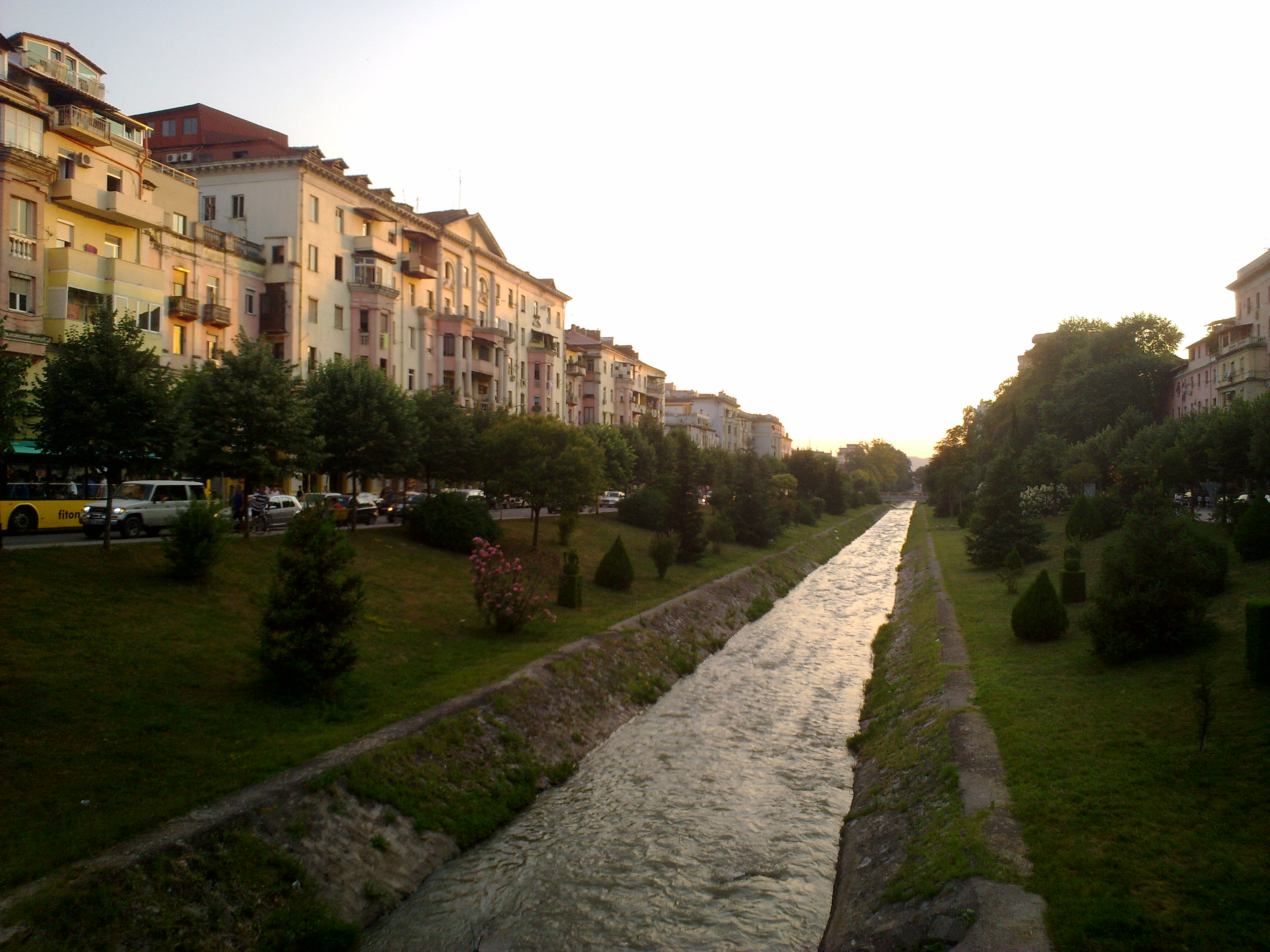

41°23′52″N 19°42′2″E / 41.39778°N 19.70056°E
拉納河，是阿爾巴尼亞的河流，位於該國中部，屬於伊什米河的支流，流經首都地拉那，發源自達埃蒂山西坡，河道全長29公里，流域面積67平方公里。